# 梅塞德丝·科亨
梅塞德丝·科亨（西班牙語：Mercedes Coghen，1962年8月2日—），西班牙女子曲棍球运动员。她曾代表西班牙国家队参加1992年夏季奥林匹克运动会曲棍球比赛，获得一枚金牌。